# Korte, Železna Kapla - Bela
Korte (nemško Trögern) je naselje v Občini Železna Kapla - Bela v Okraju Velikovec na Koroškem v Avstriji.